# Marcel Guilloux
Marcel Guilloux (bretón: Marsel Gwilhou; 8 de octubre de 1930 – 11 de junio de 2024) fue un cantante y narrador francés de Bretaña.Además de su carrera como agricultor, estuvo activo en el mundo del kan ha diskan y el moderno fest noz.

## Biografía
Nacido en Lanrivain el 8 de octubre de 1930, Guilloux fue el más joven de ocho hijos. Aprendió a tocar la armónica de forma autodidacta desde una edad temprana y aprendió el idioma bretón a través de las enseñanzas de catecismo de su madre, debido a que su enseñanza estaba prohibida en las escuelas francesas. Creció con problemas de visión, lo que le impidió asistir a la escuela hasta los 10 años. Luego dejó la escuela para trabajar en la granja de su familia. Su padre murió en un accidente en 1953, dejándolo como el principal cuidador de la granja.
Guilloux comenzó a hablar bretón nuevamente en un círculo celta compuesto por unas 30 personas en 1957. Aunque hablaban bretón entre ellos, no conocían los nombres de ciertos bailes, y en su lugar cantaban en francés durante los bal-musettes. Con el resurgimiento de la cultura bretona después de la Segunda Guerra Mundial, ayudó a organizar concursos de baile. Invitó a los campaneros Georges Cadoudal y Étienne Rivoallan a participar en bailes grupales semanales y los acompañó al Campeonato de Bretaña de Música Tradicional de 1959 en Gourin, donde la pareja ganó su primer campeonato. En 1978, comenzó a participar en el Kan ar Bobl, por el cual ganó un premio en 2008.
En la década de 1960, Guilloux apareció en múltiples festù noz y creó sus propias canciones de baile originales. Durante el resurgimiento cultural de la década de 1970, tocó el kan ha diskan con amigos como Guillaume Jégou. También contó historias tradicionales bretonas, impartiendo cursos sobre el tema en La Chapelle-Neuve,[8] París, Quebec y Dinamarca. Enseñó a la próxima generación de narradores, como Ifig Flatrès, Annie Ebrel, Denez Prigent, Marthe Vassallo, Nolùen Le Buhé, Yann-Fañch Kemener y Erik Marchand. Kemener fue su compañero durante el fest noz desde 1979 hasta 1984.[12] Se convirtió en administrador fundador de Radio Kreiz-Breizh en 1983.
El 16 de octubre de 2010, se celebró su 80 cumpleaños. Cada año, participaba en el Plin du Danouët en Bourbriac desde su fundación en la década de 1970. Acompañó al Bagad Bourbriac durante sus actuaciones de fest noz. En 2019, Dastum y las Presses Universitaires de Rennes publicaron una biografía y un CD sobre su trabajo para el patrimonio cultural de Bretaña titulado Marcel Le Guilloux. Chanteur, conteur, paysan du Centre-Bretagne. En mayo de 2022, dejó su ciudad natal de Lanrivain para vivir en un hogar de ancianos en Saint-Nicolas-de-Pélem. Allí, falleció el 11 de junio de 2024, a los 93 años.

## Condecoración
Oficial de la Orden de las Artes y las Letras (2015)

## Discografía

### Álbumes en solitario
- Kontadennoù (1991)
- Un devezh 'ba Krec'h Morvan (2004) Marcel Le Guilloux: Chanteur, conteur, paysan du Centre-Bretagne (2019) Con Yann-Fañch Kemener
- Kan ha Diskan - Chants à danser (1982) Vent d'Ouest (1985) Kan ha diskan (1997) Con Skolvan
- Kerz Ba'n' Dañs (1991)

### Participaciones
- Bro vFañch - Cahier Dastum n°5 (1975)
- Kazetenn ar Vro Plinn, Journal parlé du pays Plinn de 1978 à 1981 (1981)
- Kan, Kan ar Bobl Duault 1988 (1988)
- Fañch ha Fisel - Danses du Centre-Bretagne (1994)
- Tre ho ti ha ma hini (1996)
- Gouez (2003)
- Festival Plinn du Danouët 2008 (2008)
- Festival Plinn du Danouët 2010 (2010)
- Annie Ebrel - 30 ans de chant (2013)
- Carré Manchot 30! (2016)

### Filmografía
- Marsel, paotr-plaen (2010)
- Marsel Gwilhouz, ur skouarn da selaou (2010)
- Un nozvezh e Breizh (2016)